# Gerry Goffin
Gerry Goffin, vero nome Gerald (Brooklyn, 11 febbraio 1939 – Los Angeles, 19 giugno 2014), è stato un paroliere e cantante statunitense.
Era noto soprattutto come autore di brani celebri, composti per lo più in collaborazione con l'ex-moglie Carole King ed in seguito con Michael Masser ed interpretati poi da cantanti famosi quali Aretha Franklin, Roberta Flack, George Benson, Whitney Houston, ecc.
Tra le canzoni più famose "firmate" da Gerry Goffin, ricordiamo: Will You Love Me Tomorrow, (You Make Me Feel Like) A Natural Woman (incisa da Aretha Franklin nel 1967), Do You Know Where You're Going To (incisa originariamente nel 1973 da Thelma Houston, ma resa celebre nella versione del 1975 di Diana Ross), Tonight I Celebrate My Love (successo di Roberta Flack e Peabo Bryson del 1983), Nothing's Gonna Change My Love for You (incisa da George Benson nel 1984 e portato al successo da Glenn Medeiros nel 1987) e Saving All My Love for You (incisa da Whitney Houston nel 1985).
Come cantante, incise due album, It Ain't Exactly Entertainment del 1973 e Back Room Blood del 1996.
Unitamente alla prima moglie Carole King fu incluso nel Rock and Roll Hall of Fame nel 1990.

## Discografia

### Album
- 1973 - It Ain't Exactly Entertainment
- 1996 - Back Room Blood